# Југославија на Европском првенству у атлетици у дворани 1975.
Југославија је  учествовала  на 6. Европском првенству у дворани 1975. одржаном одржано је 8. и 9. марта у Спортско-забавној дворани Сподек у Катовицама, (Пољска).
На првенству у Катовицама Југославију је представљао атлетичар, Јосип Алебић који се такмичио у трцви  на 400 метара, и освојио друго место и сребрну медаљу.
Према броју освојених медаља Југославија је са 1 сребрном медаљљом делила 11. место са Белгијом и Мађарском. Медаље је освајало 16 земаља, од 24 које су учествовале.
У табели успешности према броју и пласману такмичара који су учествовали у финалним такмичењима (првих 8 такмичара) Југославија је са једним учесника у финалу и 7 освојених бодова заузела 16. место, од 19 земаља које су имале представнике у финалу.
| Пл. | Земља       | 1. место | 2. место | 3. место | 4. место | 5. место | 6. место | 7. место | 8. место | Бр. фин. Бод. |
| --- | ----------- | -------- | -------- | -------- | -------- | -------- | -------- | -------- | -------- | ------------- |
| 16. | Југославија | −        | 1 − 7    | −        | −        | −        | −        | −        | −        | 1 − 7         |

## Освајачи медаља
- , Сребро

1. Јосип Алебић — 400 метара

## Резултати

### Мушкарци
| Атлетичар              | Дисциплина | Лични рекорд | Квалификације | Квалификације | Полуфинале | Полуфинале | Финале   | Финале | Детаљи |
| Атлетичар              | Дисциплина | Лични рекорд | Резултат      | Место         | Резултат   | Место      | Резултат | Место  | Детаљи |
| ---------------------- | ---------- | ------------ | ------------- | ------------- | ---------- | ---------- | -------- | ------ | ------ |
| Јосип Алебић АСК Сплит | 400 м      |              | 49.00         | 2. у гр. 3 КВ | 48,07      | 1. у пф 1  | 49,04    |        |        |

## Биланс медаља Југославије после 6. Европског првенства у дворани 1970—1975.
|     | Земља  |   |   |   |   | УП  |
| 1.  | 1970.  | 0 | 0 | 1 | 1 | =12 |
| 2.  | 1971.  | 0 | 0 | 0 | 0 | =16 |
| 3.  | 1972.  | 0 | 0 | 0 | 0 | =19 |
| 4.  | 1973.  | 1 | 0 | 0 | 1 | =9  |
| 5.  | 1974.  | 2 | 0 | 0 | 1 | =5  |
| 6.  | 1975.  | 0 | 1 | 0 | 1 | =11 |
| 1-6 | Укупно | 3 | 1 | 1 | 5 | 11  |
| --- | ------ | - | - | - | - | --- |

|    | Атлетичар/ка |   |   |   |   |
| 1. | Лучано Сушањ | 2 | 0 | 0 | 2 |
| -- | ------------ | - | - | - | - |

## Југословенски освајачи медаља  после  6. Европског првенства у дворани 1970—1975.
|    | Атлетичар/ка    | м | ж | ЕП       | Дисциплина |   |   |   |   |
| -- | --------------- | - | - | -------- | ---------- | - | - | - | - |
| 1. | Јоже Међимурец  | м |   | 1970.    | 800 м      |   |   |   | 1 |
| 2. | Лучано Сушањ    | м |   | 1973.    | 400 м      |   |   |   | 1 |
| 3. | Лучано Сушањ    | м |   | 1974.    | 800 м      |   |   |   |   |
| 4. | Јелица Павличић |   | ж | 1974.    | 400 м      |   |   |   | 2 |
| 5. | Јосип Алебић    | м |   | 1975.    | 400 м      |   |   |   | 1 |
|    | Укупно          | 4 | 1 | 1970—75. |            | 3 | 1 | 1 | 5 |